# Trichoxys labyrinthicus
Trichoxys labyrinthicus là một loài bọ cánh cứng trong họ Cerambycidae.